# Långbrosbodsjön
Långbrosbodsjön är en sjö i Söderhamns kommun i Hälsingland och ingår i Norralaåns huvudavrinningsområde. Sjön är 10 meter djup, har en yta på 0,463 kvadratkilometer och befinner sig 172,1 meter över havet. Sjön avvattnas av vattendraget Norrån. Vid provfiske har abborre, gers och mört fångats i sjön.

## Delavrinningsområde
Långbrosbodsjön ingår i det delavrinningsområde (681947-155175) som SMHI kallar för Utloppet av Långbrosbodsjön. Medelhöjden är 194 meter över havet och ytan är 4 kvadratkilometer. Det finns inga avrinningsområden uppströms utan avrinningsområdet är högsta punkten. Norrån som avvattnar avrinningsområdet har biflödesordning 2, vilket innebär att vattnet flödar genom totalt 2 vattendrag innan det når havet efter 28 kilometer. Avrinningsområdet består mestadels av skog (80 procent). Avrinningsområdet har 0,5 kvadratkilometer vattenytor vilket ger det en sjöprocent på 12,6 procent.